# Associazione Calcio Siena 1969-1970
Questa voce raccoglie le informazioni riguardanti l'Associazione Calcio Siena nelle competizioni ufficiali della stagione 1969-1970.

## Rosa
| N. |                   | Ruolo | Calciatore         |
| -- | ----------------- | ----- | ------------------ |
|    | Italia (bandiera) | A     | Antonio Baronti    |
|    | Italia (bandiera) | P     | Fabrizio Biagi     |
|    | Italia (bandiera) | C     | Bruno Bruschettini |
|    | Italia (bandiera) | A     | Mario Del Monte    |
|    | Italia (bandiera) | D     | Amedeo Fei         |
|    | Italia (bandiera) | A     | Primo Luigi Galasi |
|    | Italia (bandiera) | A     | Giorgio Gambin     |
|    | Italia (bandiera) | A     | Augusto Ive        |
|    | Italia (bandiera) | C     | Ermes Lasagni      |
|    | Italia (bandiera) | D     | Gusmano Lubrani    |

| N. |                   | Ruolo | Calciatore         |
| -- | ----------------- | ----- | ------------------ |
|    | Italia (bandiera) | A     | Uber Manfredini    |
|    | Italia (bandiera) | C     | Pier Luigi Meciani |
|    | Italia (bandiera) | D     | Alberto Missio     |
|    | Italia (bandiera) | D     | Antonio Monguzzi   |
|    | Italia (bandiera) | D     | Paolo Pini         |
|    | Italia (bandiera) | D     | Luigi Rossetti     |
|    | Italia (bandiera) | P     | Romano Toni        |
|    | Italia (bandiera) | A     | Pier Franco Toschi |
|    | Italia (bandiera) | C     | Ezio Vendrame      |
|    | Italia (bandiera) | D     | Egidio Vezzani     |